# Casarsa della Delizia
Casarsa della Delizia – miejscowość i gmina we Włoszech, w regionie Friuli-Wenecja Julijska, w prowincji Pordenone.
Według danych na rok 2004 gminę zamieszkiwało 8308 osób, 415,4 os./km².